# Tails' Skypatrol
Tails' Skypatrol (テイルスのスカイパトロール, Teirusu no Sukaipatorōru) is een videospel uit de Sonic the Hedgehog-franchise. Het spel is ontwikkeld door JSH en gepubliceerd door Sega voor de Sega Game Gear.
Het spel werd oorspronkelijk enkel voor de Japanse markt uitgebracht op 18 april 1995. Het spel is inmiddels echter ook een ontsluitbare minigame in Sonic Adventure DX, en is onderdeel van Sonic Gems Collection.

## Verhaal
Het spel draait geheel om Miles "Tails" Prower, die normaal een bijrol heeft in de Sonic-spellen. Hij moet een eiland redden van de heks Wendy Witchcart, die iedereen die haar tegenwerkt in kristal veranderd.

## Gameplay
De gameplay van Tails' Skypatrol is minder in lijn met de bekende platformstijl van de Sonic-spellen. Er zijn geen ringen of diamanten om te verzamelen, Dr. Robotnik komt in het spel niet voor, en Tails vliegt de hele tijd. Als Tails valt, de grond raakt, of tegen een object botst, verliest hij een leven.
Tails draagt een gouden ring bij zich die hij als projectiel kan gooien om vijanden te verslaan of muren mee te breken. Om te blijven vliegen moet de speler voortdurend Tails’ vliegmeter in de gaten houden, die langzaam terugloopt naar 0. Om de meter aan te vullen moet Tails snoepgoed verzamelen.

## Ontvangst
Tails' Skypatrol werd niet goed ontvangen in Japan, en ook de minigame versie die later in Amerika werd uitgebracht ontving grote kritiek.